# Кошћан (Хаџићи)
Кошћан је насељено мјесто у општини Хаџићи, Босна и Херцеговина.

## Становништво
|           | 2013.       | 1991.        | 1981.        | 1971.         |
| Укупно    | 37 (100,0%) | 39 (100,0%)  | 38 (100,0%)  | 150 (100,0%)  |
| Бошњаци   | 33 (89,19%) | 39 (100,0%)1 | 38 (100,0%)1 | 149 (99,33%)1 |
| Муслимани | 4 (10,81%)  | –            | –            | –             |
| Остали    | –           | –            | –            | 1 (0,667%)    |

1. 1 На пописима од 1971. до 1991. Бошњаци су пописивани углавном као Муслимани.